# Every Little Thing She Does Is Magic
Every Little Thing She Does Is Magic är en sång skriven av Sting och framförd av det brittiska rockbandet The Police. Låten skrevs redan 1976 och återfinns på bandets fjärde studioalbum Ghost in the Machine, från 1981. Låten släpptes även som singel samma år och nådde bland annat den brittiska singellistans förstaplats.

## Medverkande
The Police
- Sting – bas, sång
- Stewart Copeland – trummor
- Andy Summers – gitarr, kör

Övriga medverkande
- Jean Roussell – piano, synt